# هیچ

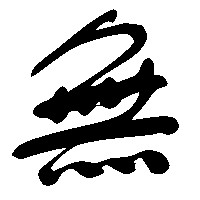
این کلمه در چینی به معنای عدم یا هیچ میباشد.

هیچ مفهومی است که نیستی هر چیزی را به کلی شرح می‌دهد. هیچ معمولاً همراه اسم و با فعل منفی برای سلب ویژگی یا حکمی از کلیه اعضای یک مجموعه یا جنس به‌کار می‌رود. هیچ همچنین به معنی نیست و نابود و نیز فاقد ارزش و اعتبار است.
در ادبیات فارسی، اصطلاحات گوناگونی با ترکیب دیگر واژه‌ها با هیچ ساخته می‌شوند:
- هیچ در هیچ: پوچ و بیهوده
- به هیچ نشمردن (به هیچ گرفتن): نادیده گرفتن
- هیچ و پوچ: هر چیز بی‌ارزش و بیهوده
- به هیچ وجه (هیچ جور، هیچ رقم): مطلقاً، اصلاً
- هیچ‌کاره: فاقد کار و مسئولیت
- هیچ‌کس: با فعل منفی، سلب حکم دربارهٔ همه اشخاص می‌کند، کسی، شخصی
- هیچ‌گاه: نفی حکم از همه زمان‌ها[۱]

## هیچ در هنر
هیچ در هنر، همیشه به معنای نیستی، تباهی و پوچی نیست، بلکه گاهی نمادی از عطش و تمنا به‌شمار می‌رود. پرویز تناولی مجسمه‌ساز مشهور ایرانی، آثار متعددی را با به‌کارگیری شکل فارسی واژه «هیچ» خلق کرده‌است.